# Pik Odoevskogo
Pik Odoevskogo är en bergstopp i Antarktis. Den ligger i Östantarktis. Norge gör anspråk på området. Toppen på Pik Odoevskogo är 1 826 meter över havet.
Terrängen runt Pik Odoevskogo är varierad. Trakten är obefolkad. Det finns inga samhällen i närheten.